# 静岡市立大河内小中学校
静岡市立大河内小中学校（しずおかしりつ おおこうちしょうちゅうがっこう）は、静岡県静岡市葵区に所在する公立小中一貫校。
小規模特認校の認定を受けており、市内全域からの通学が可となっている。

## 沿革
- 1947年 - 大河内村立大河内中学校として開校。同時に渡分校も開設。
- 1948年 - 現在地に校舎が完成し移転。
- 1960年 - 校章、校歌制定
- 1962年 - 渡分校閉鎖し、本校に統合。
- 1969年 - 静岡市立大河内中学校に改称。
- 1972年 - プール完成
- 1975年 - 体育館完成
- 1991年 - アマゴ飼育開始
- 2000年 - 新校舎完成
- 2017年 - 法令上は静岡市立大河内小学校と静岡市立大河内中学校をそれぞれ設置したまま、施設一体型の「静岡市立大河内小中学校」となる。

## 通学区域
葵区
- 相淵
- 有東木
- 渡
- 中平
- 横山
- 平野
- 蕨野

## アクセス
- しずてつジャストライン安倍線 ｢大河内学校前｣停留所から、徒歩5分